# Iaeger (Virginia Occidental)
Iaeger es un pueblo ubicado en el condado de McDowell en el estado estadounidense de Virginia Occidental. En el Censo de 2010 tenía una población de 302 habitantes y una densidad poblacional de 139,64 personas por km².

## Geografía
Iaeger se encuentra ubicado en las coordenadas 37°27′37″N 81°49′6″O / 37.46028, -81.81833. Según la Oficina del Censo de los Estados Unidos, Iaeger tiene una superficie total de 2.16 km², de la cual 2.05 km² corresponden a tierra firme y (5.15%) 0.11 km² es agua.

## Demografía
Según el censo de 2010, había 302 personas residiendo en Iaeger. La densidad de población era de 139,64 hab./km². De los 302 habitantes, Iaeger estaba compuesto por el 98.34% blancos, el 1.32% eran afroamericanos, el 0% eran amerindios, el 0% eran asiáticos, el 0% eran isleños del Pacífico, el 0% eran de otras razas y el 0.33% pertenecían a dos o más razas. Del total de la población el 0% eran hispanos o latinos de cualquier raza.